# Thalamoporella prima
Thalamoporella prima är en mossdjursart som beskrevs av Canu och Bassler 1920. Thalamoporella prima ingår i släktet Thalamoporella och familjen Thalamoporellidae. Inga underarter finns listade i Catalogue of Life.